# Калмахелидзе, Зураб Зурабович
Зураб Зурабович Калмахелидзе (17 января 1991, Ревда, Свердловская область, РСФСР, СССР) — российский игрок в мини-футбол, вратарь. Выступает за клуб «Газпром-Югра» и сборную России.

## Биография
Родился в городе Ревда́ Свердловской области. Воспитанник академии клуба «Синара».
В 2014 году играл за нижнетагильский «Салют», выступавший в дивизионе «Б» Высшей лиги. По мнению главного тренера команды Ивана Симонова, был самым одарённым вратарём первенства. Параллельно выступал за команду Уральского государственного горного университета в дивизионе «Урал» Высшей лиги и турнире АМФР «Мини-футбол в вузы».
С 2015 года играл за дубль и основу «Синары», выиграв с клубом Кубок Урала, Суперлигу и Кубок России.
По окончании сезона 2021/22 перешёл в югорский клуб «Газпром-Югра». В составе клуба Калмахелидзе выиграл чемпионат России, серебряную и золотую медаль Кубка Лиги, стал финалистом Кубка России.
За сборную России дебютировал 19 сентября 2023 года в товарищеском матче против сборной Вьетнама.

## Достижения
- Чемпион России (2): 2020/21, 2023/24
- Обладатель Кубка России (1): 2021/22
- Обладатель Суперкубка России (2): 2022, 2024
- Обладатель Кубка Лиги (1):  2024/25
- Обладатель Кубка Урала (1): 2019

Личные
- Лучший вратарь Кубка лиги: 2024/25